# Сухой Ручей (Калининский район)
Сухой Ручей — деревня в Калининском районе Тверской области. Входит в состав Заволжского сельского поселения.

## География
Находится в юго-восточной части Тверской области на расстоянии приблизительно 13 км на запад по прямой от города Тверь в левобережье Волги.

## История
На карте 1853 года деревня уже была показана. В 1859 году здесь (тогда Сухоручье) было учтено 15 дворов.

## Население
Численность населения: 126 человек (1859), 3 человека (русские 100 %) в 2002 году, 12 в 2010.